# Denbigh Island
Denbigh Island är en ö i Kanada.   Den ligger i provinsen Newfoundland och Labrador, i den östra delen av landet, 1 600 km nordost om huvudstaden Ottawa. Arean är 22,1 kvadratkilometer.
Terrängen på Denbigh Island är platt. Öns högsta punkt är 120 meter över havet. Den sträcker sig 6,0 kilometer i nord-sydlig riktning, och 9,3 kilometer i öst-västlig riktning.
Trakten runt Denbigh Island är nära nog obefolkad, med mindre än två invånare per kvadratkilometer.